# مارك نوفلر
مارك فريودر نوفلر. (غلاسكو 12أغسطس عام 1949) عازف جيتار ومغن مؤلف وملحن للموسيقي التصويرية ومنتج فني بريطاني.

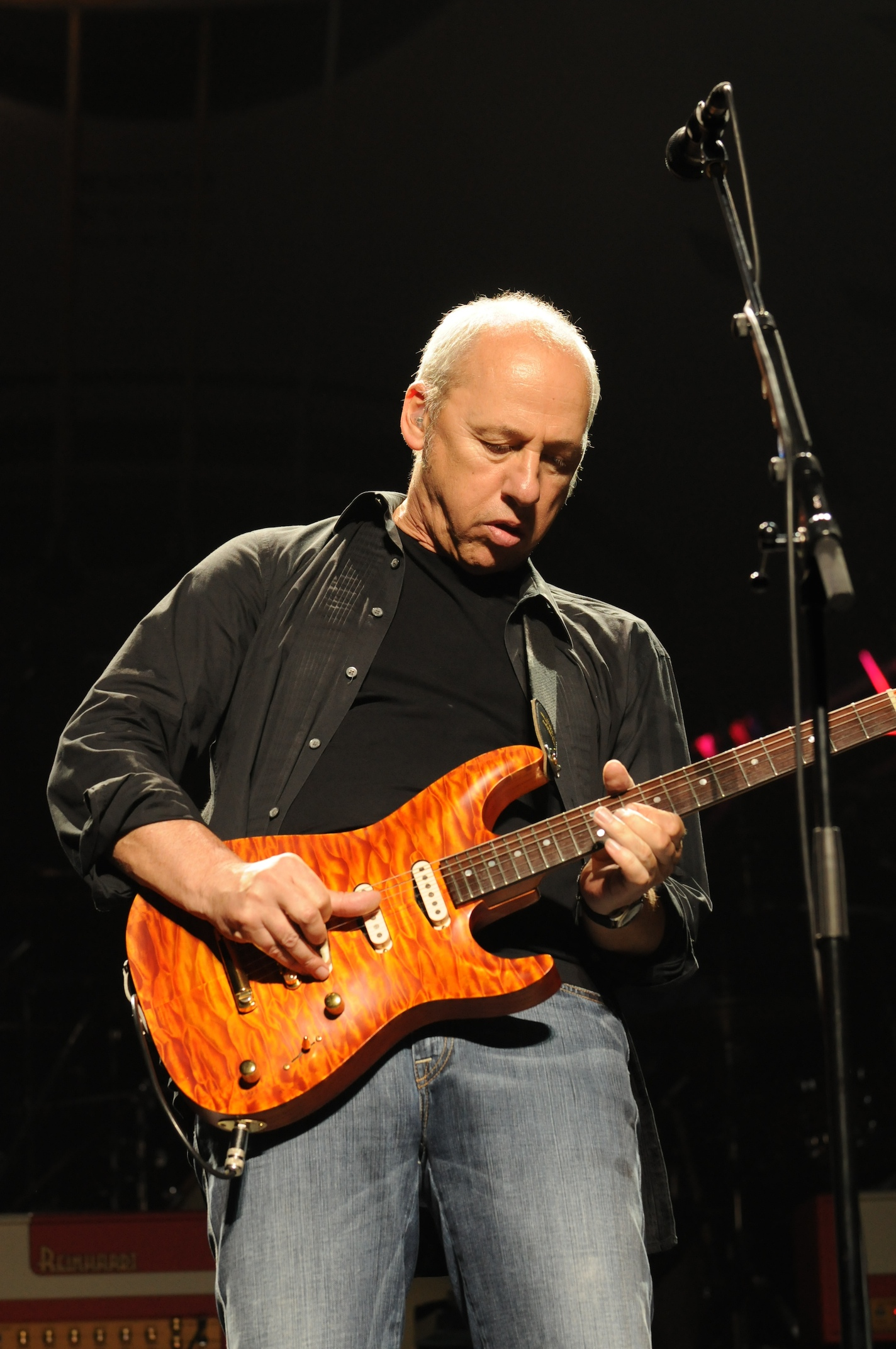
مارك نوفلر عام 2008

يُعرف في الأصل بأنه المؤسس والقائد صاحب الكاريزما لفرقة الروك المعروفة باسم دير سترايتس Dire Straits(استمر نشاطه ما بين 1977 _ 1995) وبعد تفكك الفرقة، أكمل مسيرته المهنية كعازف صولو. كان الموسيقي البريطاني يعزف بين الحين والآخر مع فرق أخرى، من بينهم فريق The Notting  Hillbillies ، أو بجانب فنانين آخرين معروفين، وهم بوب ديلن واريك كلابتون وإيميلو هاوس وتشيت اتكينز، عارضًا واحد من أعماله وهو التورنيستا.
بالإضافة إلى ذلك، قد قام بالإشراف على الإنتاج الفني لبعض الأعمال الفنية لبوب ديلن، ولتينا تورنر وويلي ديفيللي وراندي نيومان ، وقد ألف بعض مقاطع الموسيقى التصويرية لبعض الأفلام، من بينهم البطل المحلي وكال والقصة الرائعة وبروكلين المحطة الأخيرة والجنس والسلطة ومترولاند.
يعد نوفلر من أهم فناني الروك ، فهو يتميز بأسلوب فريد في عزف الجيتار، وبطريقته الخاصة التي لا يستخدم فيها المعول (ريشة العازف)، الي جانب قوة الشعر في نصوصه. وبسبب إسهامته الفنية، فقد حصل على ثلاث شهادات للدكتوراه الفخرية في الموسيقي وايضًا على وسام الإمبراطورية البريطانية.
فهو شخص متواضع ومتحفظ وبعيد عن التفكير التجاري ل«بيزنس» الموسيقى. يٌعرف بأنه «رجل الروك الهادئ». قبل ان يصل الي الشهرة، قد تخرج من كلية الأدب الإنجليزي وعمل كمدرس.

## السيرة الذاتية
مرحلة الطفولة، والشباب، وسنواته الأولي في المجال الموسيقي (1949-1976)
وُلد نوفلر في مدينة غلاسكو في 12 اغسطس عام 1949، كانت أمه لويزا ماري لايدلر تعمل معلمة في مقاطعة نورثمبرلاند، ووالده اروين نوفلر مهندس معماري ولاعب شطرنج ذات أصل مجري الذي هرب إلي اسكتلاندا في بداية الحرب العالمية الثانية، بعد أن طٌرد من وطنه بسبب معارضته للنظام النازي (لحكومة الوحدة الوطنية). وفي عام 1952 رأى أبنه ديفيد ضوء الحياة لأول مرة، وهو الأبن الثالث بعد ابنه الأكبر روث ثم مارك.
وفي عام 1956 انتقلت عائلة نوفلر من غلاسكو إلى بليث، وهي المدينة التي وُلدت فيها السيدة لايدلر، ألتحق مارك بمدرسة الابتداية في غوسفورث، وهي ضاحية في مدينة نيو كاسيل أبون تاين. في هذه الفترة بدأ مارك تطوير اهتمامته الموسيقية ودراسة العزف على الكمان بعد إعجابه الشديد بقدرات خاله كينغسلي في عزف البيان ورقص البوجي ووجي.

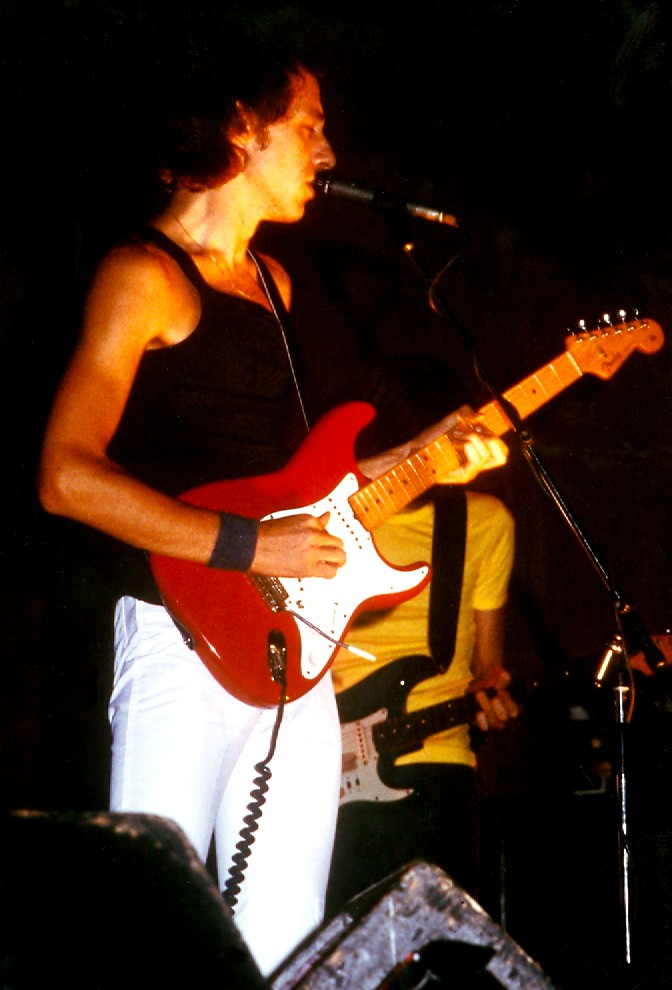
مارك نوفلر في بداية مسيرته المهنية وجيتاره من طراز فريندر ستراتوكاستر

في سن الرابعة عشر، طلب نوفلر من والده جيتاراً الكترونيا كهدية طراز فيندير ستراتوكاستر لونه أحمر مثل جيتار هانك مارفين، عضو فريق شادوز، حيث كان نوفلر أحد أشد معجبيه، ولكن لأن عائلته كانت غير قادرة على شراء جيتار كهذا، فقد أكتفت ببديل أقل سعراً وهو هوفر Höfner V-2. ولكنه على أية حال كان سعيد للغاية بالهدية، فتعلم بسرعة العزف عليه بنفسه، محاولاً إعادة عزف بعض المقطوعات الموسيقية لعازفي الجيتار المفضلين لديه، ومن بينهم بي بي كينغ B.B. King وتشيت اتكينز وسكوتي مور وجيمي هندريكس وجانغو راينهارت وجيمس بورتون.
كان الشاب نوفلر يقدر بصفة خاصة أيضا أغاني بوب ديلان وتشاركه في هذا الشغف زميلته في المدرسة سو هيركومب؛ ففي عام 1965 كون الصديقان ثنائي الفولك واكتسبوا بعد الشهرة بعد أن قاموا بمقابلة تليفزيونية على الإذاعة المحلية. وفي غضون هذه الأشهر التحق بفرقة مسرحية متخصصة، ولكن هذا المشروع لم يلق نجاحاً.
في عام 1967 كان قد أنهي المرحلة الدراسية، والتحق بدورة سنوية للصحافة لدى كلية هارلو وأبلى فيها بلاءًا حسنا، والتي قد ضمنت له وظيفة في مدينة ليدز كمؤرخ للجريدة اليومية يوركشاير ايفيننج بوست. وبعد سنتين، قرر نوفلر أن يستأنف دراسته مرة أخرى، تاركاً وظيفته وحصل على بكالوريوس اللغة والآداب الإنجليزية من جامعة ليدز، ثم بدأ العمل في شركة زراعية ليسدد مصاريف دراسته.
في خلال سنوات دراسته في جامعة ليدز، تزوج من خطيبته كاتي وايت وكونا مع عازف الجيتارستيف فيليبس ثنائي لعزف موسيقى البلوز blues وأطلق عليه اسم ذا دويليان سترينج بيكرز.استطاع مارك، بمساعدة من ستيف فيليبس، أن يقوم بترويج أول مقطع موسيقي له، بعنوان سامرز كومنج ماى واى والذي قام بتأليفه في عام  1965ولكنه لم يُنشر.
كتب مارك في تلك السنوات أغاني عديدة، ولكنه كره أن ينشرها على آية حال لأنه كان خجول وغير واثق في قدراته كمؤلف، مفضلاً أن يكتفي بعزف بعض المقاطع الموسيقية لفنانين آخرين أو أن يقلد بعض المقطوعات المشهورة. حدثت أول نقطة فاصلة له في أبريل 1977، عندما عرفه أخوه ديفيد بجون السيلي، صديقه الذي يدرس علم الاجتماع ويعمل في متجر للأسطوانات؛ طُلب السيلي في حفلة ليحل محل عازف القيثارة لفريق كافيه راسرز، الذي كان مريضاً وقتها. وبعد هذه الحادثة قرر جون والأخوان نوفلر تأسيس فرقة موسيقية جديدة: بعدما استأجروا شقة في في حى دتفورد، وانصبوا على تجربة المقطوعات التي ألفها مارك. أصبح المشروع حقيقة عندما أنضم إليهم عازف الجيتار بيك ويثرز، الذي كان بالفعل عضوا معهم في فريق بريورز دروب ومعروف بسبب تكوينه للفريق الموسيقي سبرينج وفريق ذا بريميتفز.

## نجاحه الساحق مع فريق ديرى سترايتس (1977-1986)

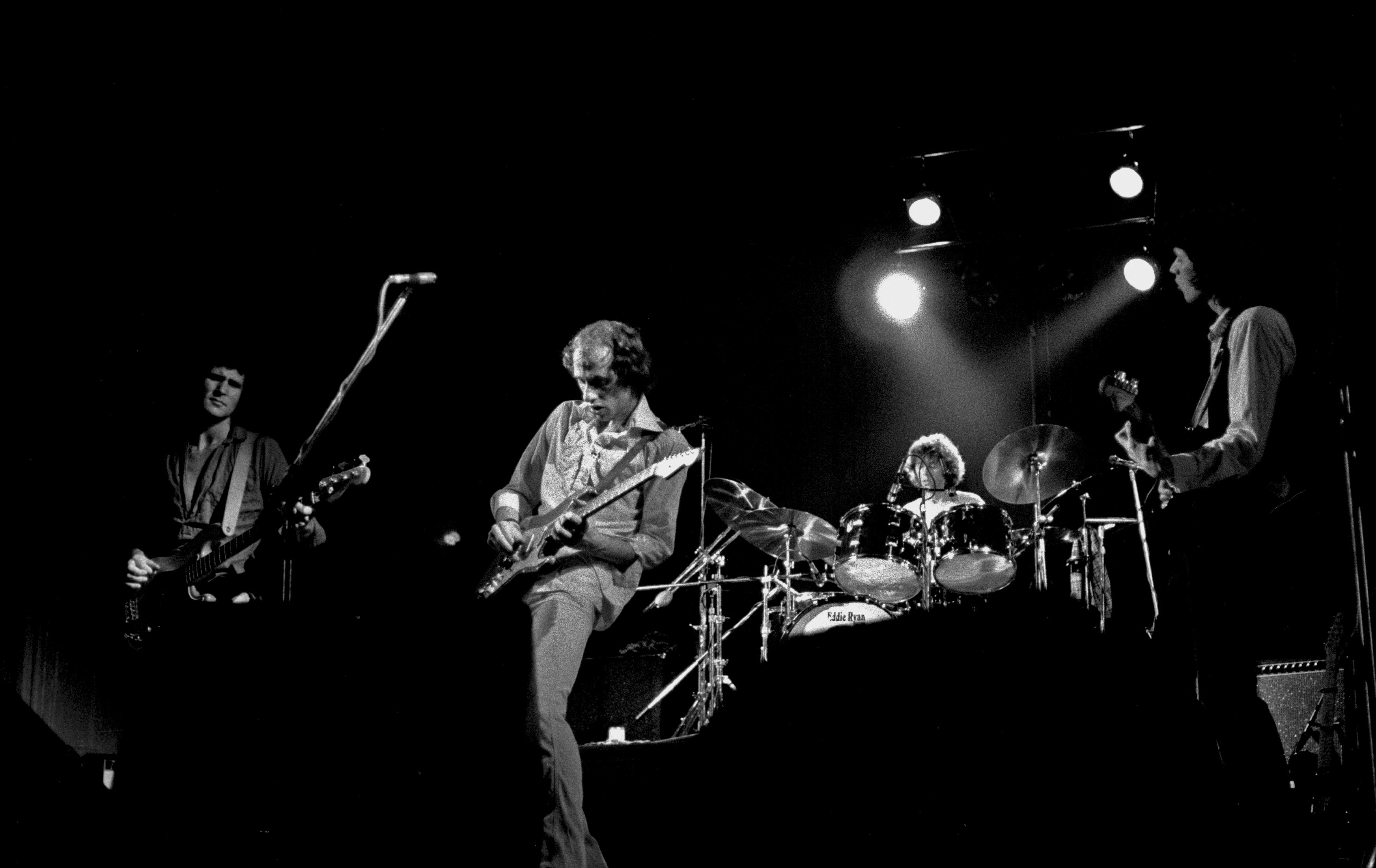
فريق الديري سانتيس أثناء انهماكه في حفلة من أولى جولاتهم (1987) : على اليمين جون السيلي ومارك نوفلر وبيك ويزرز وديفيد نوفلر

ظهر الفريق الحديث وقتها، والذي كان مارك فيه العضو الاساسي ليس فقط مجرد مؤلف أو منسق لجميع المقطوعات الموسيقية، في البداية باسم Café Racers ، ولكن غيره الفريق بعد الحفلة الأولى إلى فريق ديرى سترايتس (حرفيا «مآزق مريعة») ليشيروا بسخرية إلى عدم استقرار الوضع المادي للعازفين الأربعة.
بين صيف وخريف عام 1977، قام الرباعي بتسجيل يعض العروض الموسيقية تحتوي على إحدى عشر أغنية، بينهم بعض المقطوعات مثل water of love وDown to the Waterline وSix Blade Knife وSouthbound Again وSultans of Swing ومقطع واحد لديفيد نوفلر.
و حتى يحوز الفريق على تقييم عالي لإنتاجه الموسيقي، قام بإعطاء أشرطتهم الموسيقية للعازف الأمريكي تشارلي جيليت، والذي كان يقدم برنامج إذاعي على التردد المحلي للبي بي سي بي بي سي وكان عاشق لأسلوب عزف الديرى سترايتس، فقرر، على الرغم من عدم شهرة الفرق، أن يذيع مقطوعة Sultans of Swing في برنامجه. تصف الأغنية عن مجموعة من الهواة في ديكسيلاند عندما كان يقدم عرضهم الموسيقي في حانة، وهم ولا يعرفون أحدا من الزبائن. حازت الاغنية على إعجاب مستمعين الراديو، ونجح بسببها فريق الديرى سترايتس في الحصول على أول عقد موسيقي لهم.

## مشروعاته البديلة واسهاماته
بدى نوفلر مهتم أكثر بمشروعات بعيدة عن اهتمامات الكثير من الناس، بعدما أُنهك بسبب جولة Live in 85/6 وسأم من تقلبات «بيزنس» الموسيقى، وبالتالي ابتعد عن فريق ديري سترايتس. ولهذا صرح:
«عندما كنت عضو في فريق برازر إن ارمز Brothers in Arms كانوا يقولون أننا أفضل فريق في العالم وحماقات كثيرة من هذا النوع، لا يشيروا بذلك إلى موسيقتنا، ولكن إلى شهرتنا: فكرت في أن هذا المستوى من الشهرة وهذه التعليقات التي كانت تحيط بنا، كانت أسباب وجيهة لأترك فريق ديري سترايتس لبعض الوقت...»

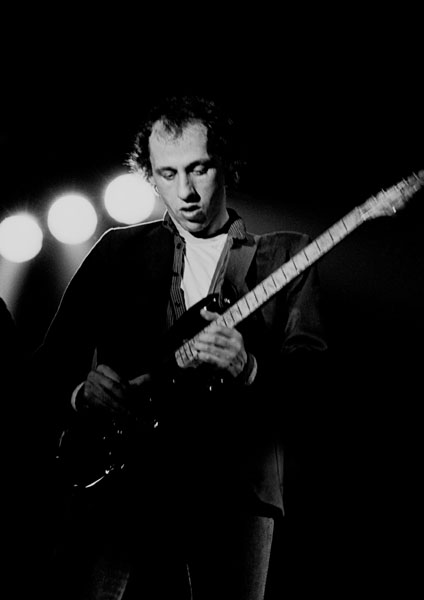
العازف في الثمانييات

بين عام 1987 و1989 وبالمشاركة مع أصدقاء فترة الشباب ستيف فيليبس وبريندان كرومر، أطلق عازف الجيتار القواعد الأساسية للجماعة الغير الرسمية roots rock/alternative country The Notting Hillbillies، والتي اكمل نواتها الاساسية جاى فليتشر. ويرجع اسم هذا الفريق إلى جناس تم بين الحى الهولندي Notting Hill وبين الكلمة الأمريكية «hillbilly»، والذي يطلق على الشخص البسيط الذي لا يستخدم السفسطة؛ ولذلك فإن مصطلح «hillbilly music» يعود أيضاً على نوع الموسيقى الخاص بموسيقي alternative country.
في هذه الفترة، بالإضافة إلى عودته لتأليف أعمال للسينيما (القصة الرائعة، المحطة الأخيرة بروكلين ومقطع لفيلم لون النقود تمتع نوفلر بحرية التركيز على مشروعات موسيقية مختلفة، وتعاون مع أسماء مختلفة مثل ستينج وويلي دوفيل وبريان فيري، وباول برداي وبن إي كينغ وراندي نيومان وجوان ارماترادينج وفايف أو كلوك شادوز وذا جادز وبودي جاى ومرة أخرى مع تينا ترنر وبوب ديلان. استُدعى أيضا قائد فريق الديري سترايتس ليقدم مساهماته في ثلاثة ألبومات لعازف الجيتار كانتري تشيت أتكينز. بالإضافة إلى انه أنضم للفريق الذي صاحب اريك كلابتون في جولة احتفالية حول العالم.

## مسيرته المهنية كعازف صولو (منذ عام 1996)
في مارس عام 1996 نشر نوفلر ألبوم جولدن هارت، وهو أول عمل يقوم به كعازف صولو: ذاع صيته في لندن ومدينة ناشفيل ودبلن تجمع الأسطوانة بين موسيقي الريف والكاجون وأجواء السلتيك ومعزوفات تذكرنا بأيام الديري سانتيس. خلال جلسات تسجيل الألبوم كان قد كون الهيئة الأساسية لفرقة الدعم الخاصة به، والتي تتألف من ريتشارد بينيت (ععازف جيتار) وجلين ورف (عازف باص) وتشاد كرومويل (عازف درامز) وجيم كوكس (لاعب آلة مفاتيح) وعازف الآلات المتعددة جاى فيلتشر، الذي كان عضو في فريق الديري سانتيس وفي فريق نوتينج هيليبس. اشتهر الفريق بشعار «The 96'ers» أي «المنتمون لعام 1996» ورافق نوفلر في جولته اللاحقة التي بدأت في 24 أبريل عام 1996 في مدينة غالواى وانتهت في 4 أغسطس من نفس العام في مدينة أنتيب، بعدما قاموا ب 84 حفلة. وفي 15 أبريل 1996 أحيى نوفلر حفلة مميزة الأستوديوهات التليفزينة لل بي بي سي: وُزع الفيديو المصور للحفلة في أشرطة فيديو ولاحقاً في اسطوانات دي في دي تحت عنوان ليلة في لندن.
وفي عام 1997 تزوج نوفلر من الممثلة والكاتبة كيتي ألدريدج، والتي أنجب منها طفلين. شارك مارك مع العديد من الشخصيات البارزة في مجال الموسيقى الإنجليزية من بينهم: اريك كلابتون وفيل كولينز وإلتون جون Elt وبول مكارتني وستينج في حفلة نظمها جورج مارتين في رويال ألبرت هول في لندن في 15 سبتمبر 1997 لجمع تبرعات لجزيرة مونتسرات التي تعرضت لثوران بركاني ، وفي اثناء الحفل، عزف مارك مع اريك كلابتون بعض المعزوفات مثل ويلد ثيم وبرازرز إن أرمي وماني فور ناثينج بالإضافة إلى ليلى وسيم أولد بلاوز.
بعدما انتهى من تأليف الموسيقى التصويرية لفلمى «الجنس والسلطة» و«مترولاند»، في سبتمبر عام 2000 نشر نوفلر ثاني ألبوم صولو له بعنوان سيلينج تو فيلادلفيا والذي حاز على نجاح ساحق مع المقطع المنفرد وات از. شارك في هذا الألبوم مجموعة من كبار الفنانين: فان مورسين وجيمس تايلور اللذان دعيا للغناء في مقطوعة ذا لاست لاف وليتيل تراك، المستوحاة من الرواية التاريخية ماسون اند ديكسون لتوماس بينشون.
ألف مارك بعد ذلك العديد من الألبومات
شارك مارك في العديد المبادرات الخيرية خلال مسيرته الفنية، فتبرع بكثير من جيتاراته أو تم بيعهم في مزاد علني بهدف جمع الأموال لصالح الجمعيات الخيرية.

## روابط خارجية
- مارك نوفلر على موقع IMDb (الإنجليزية)
- مارك نوفلر على موقع ألو سيني (الفرنسية)
- مارك نوفلر على موقع ميوزك برينز (الإنجليزية)
- مارك نوفلر على موقع رولينغ ستون (الإنجليزية)
- مارك نوفلر على موقع أول موفي (الإنجليزية)
- مارك نوفلر على موقع بوكس أوفيس موجو (الإنجليزية)
- مارك نوفلر على موقع قاعدة بيانات الأفلام السويدية (السويدية)
- مارك نوفلر على موقع إن إن دي بي (الإنجليزية)
- مارك نوفلر على موقع أول ميوزيك (الإنجليزية)
- مارك نوفلر على موقع ديسكوغز (الإنجليزية)